# Nuevo Seminario
Nuevo Seminario är en ort i Mexiko.   Den ligger i kommunen Culiacán och delstaten Sinaloa, i den västra delen av landet, 1 100 km nordväst om huvudstaden Mexico City. Nuevo Seminario ligger 70 meter över havet och antalet invånare är 104.
Terrängen runt Nuevo Seminario är huvudsakligen platt, men norrut är den kuperad. Runt Nuevo Seminario är det ganska tätbefolkat, med 155 invånare per kvadratkilometer. Närmaste större samhälle är Culiacán, 13,4 km sydost om Nuevo Seminario. Trakten runt Nuevo Seminario består till största delen av jordbruksmark.